# Plunket Shield 2004/05
Der Plunket Shield 2004/05, aus Gründen des Sponsorings auch State Championship 2004/05 genannt, war die 76. Saison des nationalen First-Class-Cricket-Wettbewerbes in Neuseeland und wurde vom 6. Dezember 2004 bis zum 7. April 2005 ausgetragen. Gewinner waren die Auckland Aces.

## Format
Die Mannschaften spielten in einer Division gegen jede andere jeweils zwei Spiele. Wenn eine Mannschaft gewinnt und auch nach dem ersten Innings führte, bekommt sie 8 Punkte. Sollte sie nach dem ersten innings zurückgelegen haben 6 Punkte. Wenn eine Mannschaft nach dem ersten Innings geführt hat und das Spiel in einem Draw endet oder das Spiel verloren wird, werden 2 Punkte gutgeschrieben. Wird das Spiel abgesagt werden 3 Punkte vergeben, wird das Spiel begonnen und es gibt keine Entscheidung nach dem 1. Innings bekommen beide Mannschaften 1 Punkt. Des Weiteren ist es möglich, dass Mannschaften Punkte abgezogen bekommen, wenn sie beispielsweise zu langsam spielen oder der Platz nicht ordnungsgemäß hergerichtet ist. Am Ende der Saison tragen der Erst- und Zweitplatzierte ein Finale aus, dessen Sieger der Gewinner des Plunket Shields ist.

## Resultate

### Gruppenphase
Tabelle
Die Tabelle der Saison nahm am Ende die nachfolgende Gestalt an.
| Teams              | Sp. | S | N | U | R | WLF | LWF | DWF | DTF | DLF | ND | A | Punkte | NRW    |
| ------------------ | --- | - | - | - | - | --- | --- | --- | --- | --- | -- | - | ------ | ------ |
| Auckland           | 8   | 3 | 1 | 0 | 0 | 2   | 0   | 1   | 0   | 0   | 1  | 0 | 39     | +7.672 |
| Wellington         | 8   | 3 | 0 | 0 | 0 | 1   | 1   | 2   | 0   | 1   | 0  | 0 | 36     | +5.067 |
| Canterbury         | 8   | 3 | 3 | 0 | 0 | 0   | 0   | 1   | 0   | 1   | 0  | 0 | 26     | +3.199 |
| Northern Districts | 8   | 2 | 4 | 0 | 0 | 1   | 0   | 0   | 0   | 1   | 0  | 0 | 22     | −3.398 |
| Central Districts  | 8   | 2 | 3 | 0 | 0 | 0   | 1   | 0   | 0   | 1   | 1  | 0 | 19     | −7.045 |
| Otago              | 8   | 1 | 3 | 0 | 0 | 0   | 2   | 1   | 0   | 1   | 0  | 0 | 14     | −5.268 |

### Finale
| 3. – 7. April Scorecard | Auckland | Wellington 235 (94.3) & 297 (112.2) | – | Auckland 325 (128.5) & 209-3 (59.3) |
|                         |          | Auckland gewinnt mit 7 Wickets      |   |                                     |